# Ride with the Devil
Ride with the Devil is een Amerikaanse film uit 1999, geregisseerd door Ang Lee.
De film speelt zich af tijdens de Amerikaanse Burgeroorlog en is gebaseerd op de roman Woe to Live On, van Daniel Woodrell. Het script is geschreven door James Schamus.

## Het verhaal
Jake Roedel en Jack Bull Chiles groeien samen op in Missouri. Aan het begin van de Amerikaanse burgeroorlog wordt de vader van Jack Bull gedood door de zogenaamde “jayhawkers”, vrijschutters die aan de kant van de Noordelijken staan. Daarop besluiten ze allebei om aan te sluiten bij de “bushwackers”, Zuidelijke vrijschutters. Daar ontmoeten ze George Clyde en zijn voormalige slaaf Daniel Holt, die door George is vrijgekocht. Ze overvallen regelmatig Noordelijke soldaten, burgers met sympathie voor de Unie.
In de winter zoeken ze onderdak in de buurt van burgers die ze vertrouwen. Daar komen ze bij een familie waar ook Sue Lee, weduwe van een Zuidelijke soldaat, onderdak heeft gevonden. Tijdens de wintermaanden leren Jack en Sue Lee elkaar beter kennen, en zoeken ze genegenheid bij elkaar. Maar dan overvallen Jayhawkers de familie die hen geregeld van voedsel voorziet, en in de schermutseling raakt Jack zwaar gewond. De poging om zijn arm te amputeren overleeft hij niet. Nu ze niet langer veilig zijn, moeten ze een ander schuiloord zoeken. Jake, George en Daniel nemen Sue Lee mee en trekken naar een boerderij waar ze veilig zijn.
Na de winter sluiten Jake, George en Daniel zich aan bij een grotere groep bushwackers: de bende van William Quantrill. Ze trekken op om het stadje Lawrence in Kansas te overvallen. De enkele Noordelijke soldaten worden snel uitgeschakeld en de burgers worden geterroriseerd. Aan de hand van een zwarte lijst worden bepaalde burgers opgezocht en geëxecuteerd. Omdat Jake zich afzijdig houdt in de slachtpartij, krijgt hij het al snel aan de stok met andere bushwackers, waaronder Pitt Mackeson. De bende besluit uit Lawrence weg te trekken en wordt al snel achtervolgd door Noordelijke cavaleristen. Het komt tot een gevecht waarbij George sneuvelt. Jake wordt beschoten door Pitt Mackeson en besluit met Daniel Holt weg te trekken uit de bende, waar hij niet meer veilig is. Ze trekken terug naar de boerderij waar ook Sue Lee nog onderdak heeft en nemen er de tijd om hun wonden te laten helen. Sue Lee, die zwanger was van Jack, is ondertussen bevallen.
Na enkele weken verschijnt er een dominee, op vraag van de man des huizes, om Jake en Sue Lee te huwen en zo het kind een wettige moeder én vader te geven. Jake stribbelt eerst wat tegen maar besluit zijn leven dan toch over een heel andere boeg te gooien. Hij trouwt Sue Lee, laat zijn haren knippen en besluit met zijn nieuwe gezinnetje en Daniel Holt naar Californië te trekken om een nieuw leven te beginnen.

## Hoofdrollen
| Acteur               | Personage        |
| -------------------- | ---------------- |
| Tobey Maguire        | Jake Roedel      |
| Skeet Ulrich         | Jack Bull Chiles |
| Jeffrey Wright       | Daniel Holt      |
| Jewel                | Sue Lee Shelly   |
| Jonathan Rhys-Meyers | Pitt Mackeson    |

## Het verhaal achter de film
Missouri en Kansas waren de zogenaamde grensstaten tijdens de Amerikaanse burgeroorlog. Beide staten hadden een dubbele autoriteit: één die aan de kant van de Unie stond en de andere was voor de Confederatie. Dit zorgde voor heel wat spanningen waarbij vaak in dorpen en steden de burgers elkaar naar het leven stonden. Kansas was voornamelijk de thuishaven van de jayhawkers, de vrijschutters die voor de Unie waren. Missouri gaf onderdak aan de bushwhackers, ongeregelde milities die aan de kant van de Zuidelijken stond. Dit gaf geregeld aanleiding tot slachtpartijen die dan weer gevolgd werden door wraakacties van de andere kant. Een bekende gebeurtenis, die ook in deze film voorkomt, is de overval op Lawrence, Kansas door de bende van William Quantrill, een bijzonder bekende figuur. Een van zijn luitenants was William T. Anderson, beter bekend als “Bloody Bill”. Deze historische figuur treedt op in een andere western, “The Outlaw Josey Wales”, van en met Clint Eastwood.